# Glossosoma neretvae
Glossosoma neretvae is een schietmot uit de familie Glossosomatidae. De soort komt voor in het Palearctisch gebied.